# Finneas
Finneas (estilitzat en majúscules), és un cantant, compositor, productor, músic i actor estatunidenc. Ha escrit i produït música per diversos artistes, inclosa la seva germana, la cantant Billie Eilish. Ha guanyat cinc Grammys, inclòs Àlbum de l'any, Productor de l'any, i No-Clàssic amb la Millor Enginyeria, per la seva feina en l'àlbum debut When We All Fall Asleep, Where Do We Go? (2019) de l'Eilish.
Finneas ha tret diversos senzills, com a solista, i el 4 d'octubre de 2019, va treure el seu EP debut, Blood Harmony. Aquest EP inclou "Let's Fall in Love for the Night"; que és la seva cançó més reeixida fins ara, arribant al número 17 al US Billboard Alternative Songs. Com a actor, el Finneas va sortir a la pel·lícula independent Life Inside Out (2013). També és conegut pel seu rol com a Alistair a la sèrie musical de comèdia-drama de Fox Broadcasting Company, Glee.

## Infantesa
El Finneas va néixer i créixer a Highland Park (Los Angeles). Els seus pares són l'actriu, música i guionista Maggie Baird i l'actor Patrick O'Connell. El Finneas és d'ascendència escocesa i irlandesa. Va ser educat a casa. El 2010, amb 12 anys, va anar a classes de composició amb la seva mare i va començar a escriure i produir cançons, comprant Logic Pro.

## Composició i producció de cançons
Finneas ha dit que la seva experiència d'actor l'ha ajudat a escriure música per la seva germana Billie Eilish, ja que escriu des de la seva perspectiva i pel seu registre vocal. Va dir: "Poder escoltar un artista i emular-lo ha estat molt important per tenir èxit com a productor i co-escriptor". Quan escriu per la seva germana, vol "escriure una cançó que crec que s'identificarà i li agradarà cantar i empatitzarà amb la lletra i se la farà seva", i quan escriu amb ella intenta "ajudar-la a explicar qualsevol història que intenta explicar, a intercanviar idees i escoltar les seves."

## Discografia
EP
- Blood Harmony (2019)[14]

Senzills
- "Maybe I'm Losing My Mind" (2015), banda sonora original de la pel·lícula Life Inside Out
- "Call Me When You Find Yourself" (2015), banda sonora original de la pel·lícula Life Inside Out
- "Your Mother's Favorite" (2015), banda sonora original de la pel·lícula Life Inside Out
- "New Girl" (2016)
- "I'm in Love Without You" (2017)
- "Break My Heart Again" (2018)
- "Heaven" (2018)[15]
- "Life Moves On" (2018)
- "Landmine" (2018)[16]
- "Hollywood Forever" (2018)[17]
- "College" (2018)
- "Luck Pusher" (2018)
- "Let's Fall in Love for the Night" (2018)
- "Claudia" (2019)[18]
- "I Lost a Friend" (2019)
- "Angel" (2019)
- "Shelter" (2019)
- "I Don't Miss You at All" (2019)[19]